# Rue Edgar-Varèse
La rue Edgar-Varèse est une voie du 19e arrondissement de Paris, en France. À la question pourquoi cette rue n'a pas de plaques de rue, la Ville de Paris répond que « il s’agit d’une voie privée gérée par l’Établissement public du parc et de la grande halle de la Villette et non gérée par la voirie ».

## Situation et accès
La rue Edgar-Varèse est une voie privée située dans le 19e arrondissement de Paris. Elle débute au 12, rue Adolphe-Mille et se termine galerie de la Villette.

## Origine du nom
Elle doit son nom au compositeur français Edgar Varèse (1883-1965).

## Historique
Cette voie créée dans le cadre de l'aménagement du parc de la Villette prend sa dénomination actuelle par un décret municipal du 10 novembre 1987.
Le tronçon compris entre la rue Adolphe-Mille et le poste de contrôle d'accès au parc de la Villette est ouvert à la circulation publique par un arrêté municipal du 13 novembre 1990.